# Bajo el lago
Bajo el lago (Under the Lake), es el título del tercer episodio de la novena temporada moderna de la serie británica de ciencia ficción Doctor Who, emitida originalmente el 3 de octubre de 2015. Es la primera parte de una historia en dos episodios que concluye con Antes de la inundación.

## Argumento
En una base subacuática en el año 2119, un equipo conjunto de militares y científicos descubren lo que parece una nave espacial que encontraron en un pueblo sumergido bajo un lago hace casi dos siglos. Poco después aparece un fantasma que mata al líder del equipo, que inmediatamente se convierte en otro fantasma. Tres días después, llegan el Duodécimo Doctor y Clara. Los miembros del equipo han logrado sobrevivir gracias a refugiarse en una cámara de Faraday que los fantasmas no pueden cruzar. Al parecer, los fantasmas tampoco pueden aparecerse de día, por lo que se ven obligados a pasar la noche en la cámara para sobrevivir. El Doctor, Clara y el equipo deberán descubrir quienes son las criaturas y qué es lo que quieren antes de que les maten a todos.

## Emisión y recepción
Las mediciones nocturnas de audiencia fueron de 3,74 millones de espectadores, una ligera mejoría respecto a la semana anterior. Como en aquella ocasión, la baja audiencia se atribuyó a la emisión al mismo tiempo del partido Inglaterra-Australia de la copa mundial de Rugby 2015. La puntuación de apreciación del episodio fue de 84.

### Recepción de la crítica
Under the Lake recibió valoraciones positivas de la crítica, en la que muchos alabaron la atmósfera tétrica del episodio y su estilo a la antigua usanza.
Morgan Jeffery de Digital Spy alabó el episodio, calificándolo como "atmosférico". Siguió diciendo: "es este sentido de claustrofobia el que está entre los mejores puntos del episodio - ver la camaradería de un grupo agrietarse mientras la presión les llega nunca se hace viejo. Los efectos tenebrosos y la banda sonora tétrica de Murray Gold también colaboran mucho en generar atmósfera y tensión", y cerró su crítica diciendo "Escalofríos, acción, aventura - esto es el Doctor Who de la vieja escuela con un toque moderno, y, sobre todo, es diversión enorme". Michael Hogan de The Telegraph alabó el episodio, dándole 5 estrellas sobre 5. Dijo: "Esta carrera alegre y que pone los pelos de punta demostró que la franquicia de ciencia ficción todavía tiene el poder de emocionar y escalofriar a partes iguales". Cerró su crítica diciendo "45 minutos pasaron y los créditos llegaron demasiado pronto, dejando un cliffhanger tétrico que me dejó con ganas de más. Si la conclusión de la próxima semana - y la temporada de 12 episodios en conjunto - pueden mantener el listón de los tres episodios iniciales, estamos de enhorabuena. Doctor Who se habrá regenerado una vez más".
Alasdair Wilkins de The A.V. Club también disfrutó del episodio, dándole una nota de B+. Lo calificó como de "estructura impecable", y siguió diciendo que "tiene una concentración en la narrativa que suele estar ausente en las primeras partes de las historias de Doctor Who de dos partes". Cerró su crítica diciendo que el episodio "trabaja con belleza como una historia propulsiva de monstruos", y dijo "Un primer episodio sencillo y concentrado logra preparar una segunda parte expansiva y retorcida. Pero incluso sin haber visto el final, es difícil imaginar una construcción narrativa más eficiente, sea cual sea la conclusión que haya". Jon Cooper de The Independent alabó sin reservas el episodio, calificándolo como "tétrico con un toque de ciencia ficción" y diciendo que "aunque la serie ha mostrado este tipo de historias infinidad de veces, raramente se ha hecho con una tensión tan palpable y con un terror tan a fuego lento". Siguió diciendo que "mientras se descubrían los secretos y se hacían las deducciones, la trama se sacudía con un ritmo que acabó tan satisfactoria como intrigantemente", y cerró su crítica diciendo "en términos de televisión maravillosamente sólida y terrorífica, no hay nada de lo que quejarse aquí". Scott Collura de IGN también se impresionó mucho con el episodio, dándole un 8,5 sobre 10, calificado por el sitio como "genial". Particularmente alabó el final cliffhanger del episodio, diciendo: "¡Pero, oh, el final de este episodio! Tan genial", y resumió su crítica con: "Siempre doy la bienvenida a los episodios de Doctor Who que presentan criaturas, y Under the Lake enorgullece esa tradición. Los espectros trémulos y vaporosos ya son suficientemente terroríficos, pero el aparente destino del Doctor en este cliffhanger es lo que realmente impacta".